# Saxby Chambliss
Clarence Saxby Chambliss, född 10 november 1943 i Warrenton i North Carolina, är en amerikansk republikansk politiker. Han representerade delstaten Georgia i USA:s senat 2003–2015. Han var ledamot av USA:s representanthus 1995–2003.
Chambliss gick i high school i Shreveport, Louisiana. Han avlade 1966 kandidatexamen vid University of Georgia och 1968 juristexamen vid University of Tennessee.
Chambliss är medlem i episkopalkyrkan. Chambliss och hans fru Julianne har två barn.